# カスピカイアザラシ
カスピカイアザラシ（Pusa caspica）は、食肉目アザラシ科ワモンアザラシ属に分類される、カスピ海に固有の鰭脚類である。

## 名称
種小名の「caspica」は「カスピ海の」の意で、和名や英名と同義である。

## 進化

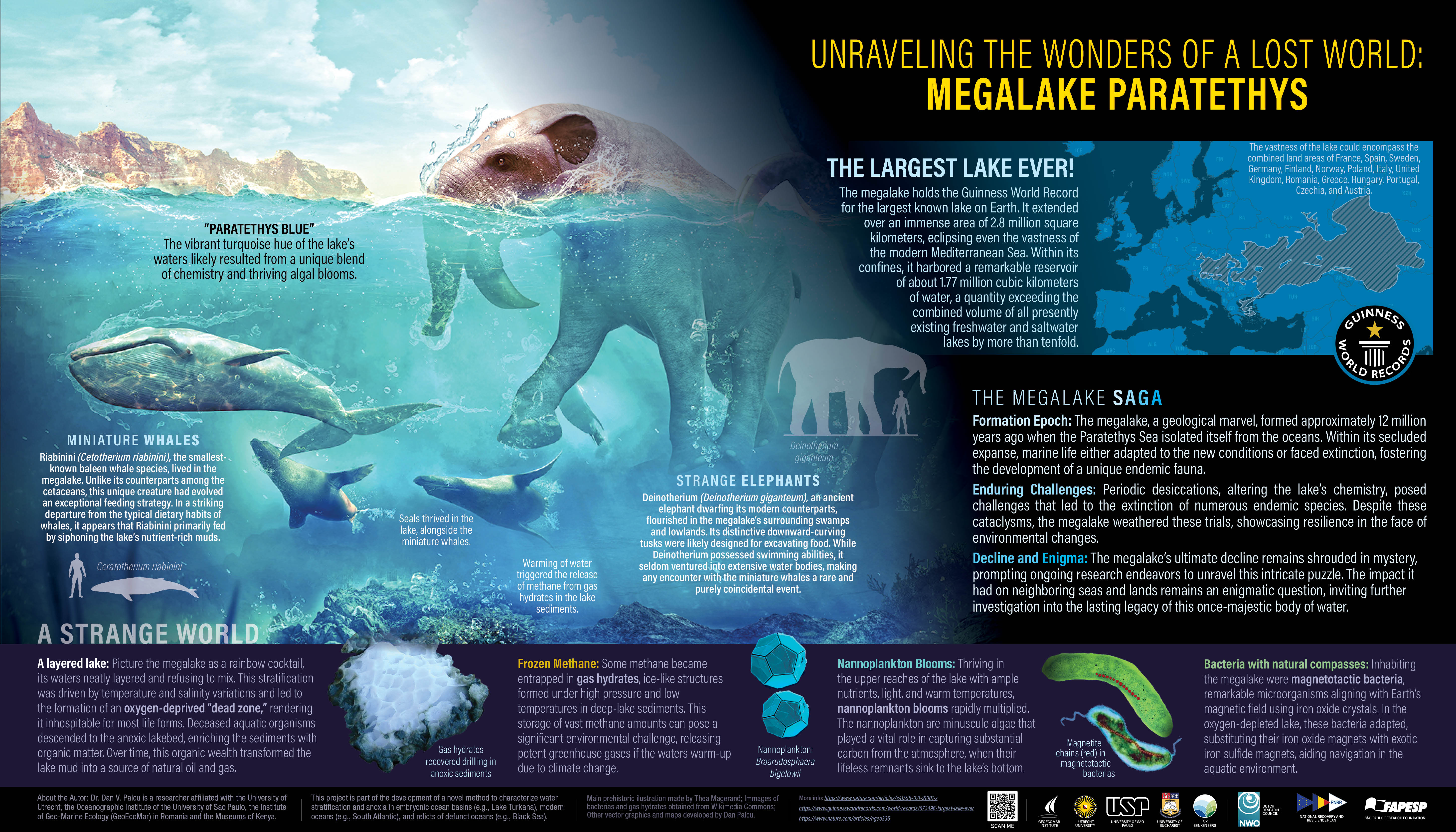
パラテチス海（英語版）にはケトテリウム科のヒゲクジラ類やおそらくカスピカイアザラシの先祖になった鰭脚類など、取り残された海洋生物の子孫も適応・生息していた。

現生の鰭脚類において、完全または半完全な内陸性の種や個体群は本種の他にもバイカルアザラシや、ラドガ湖やサイマー湖のワモンアザラシ（英語版）（英語版）等、複数が存在し、これらのほとんどはかつては海だった水域が外洋と遮断されて内陸部に取り残された結果発生したと考えられている（英語版）。
本種の起源は厳密には不明であるが、既存の情報は、本種の先祖が北海または北極海と現在のカスピ海が繋がっていたパラテチス海 (英語版)の時代にカスピ海に到達し、最終氷期以降の更新世にこれらの水路（河川）が消失したことによって取り残されたことを示唆している。一方で、古代にもカスピ海が北海または黒海と繋がっていた可能性も示唆されており、世界文化遺産・ゴブスタン国立保護区には、当時はクジラやイルカやウミスズメ科などの海洋生物がカスピ海に棲息していたことを示唆させる岩絵も存在し、現在のカスピカイアザラシに繋がる系統のアザラシも同様に来遊していた可能性もある。

## 分布
カスピ海の固有種である。
夏季は、水深が深く水温の低いカスピ海南部に生息し、冬季になると水深が浅く水面に氷の張るカスピ海北部へ北上する。
ヴォルガ川やウラル川に入り込むこともある。

## 形態
最大全長180cm。最大体重86kg。背面は暗灰色の体毛で覆われ、黒や褐色の斑点が入る。腹面は灰色の体毛で覆われる。
生後3週間以内の幼獣は全身が白い体毛で覆われる。

## 生態
カスピ海やそこに流れ込む河川の河口に生息する。
食性は動物食で、魚類、甲殻類などを食べる。
繁殖形態は胎生。2-3月に交尾し、妊娠期間は約11か月。1-2月に氷上で1回に1頭の幼獣を産む。授乳期間は約1か月。オスは6-7年、メスは5年で性成熟するが初産を迎えるのは生後6-7年とされる。寿命は40-50年。

## 人間との関係

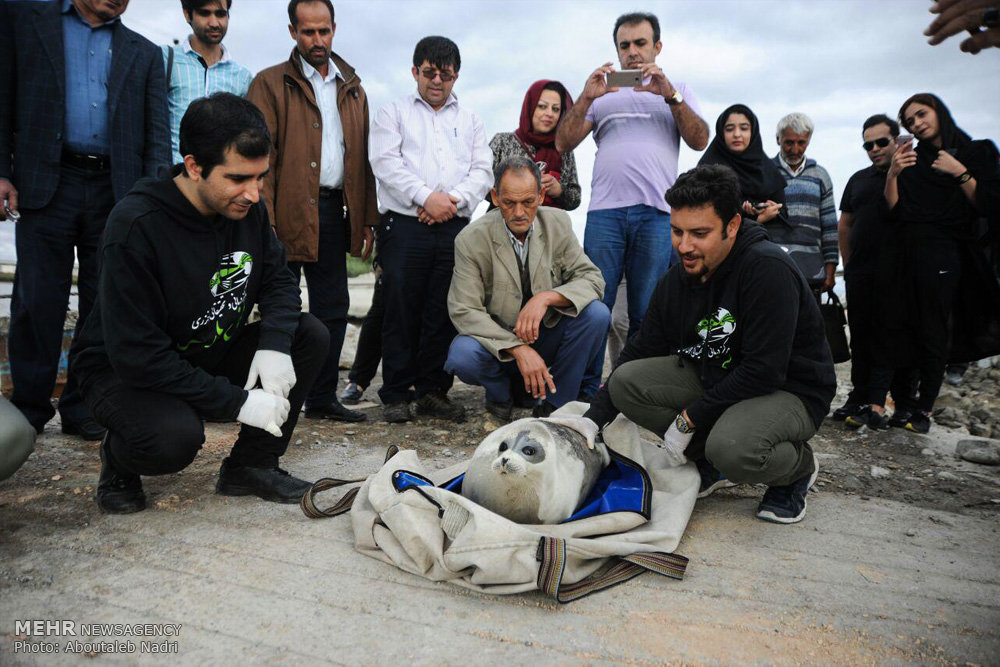
保護・放流された個体。

毛皮が革製品に利用されることもある。乱獲や環境汚染により生息数は減少しているとみられ、ロシアでは絶滅危惧種に指定されている。
大量死が時折報告されており、2022年12月初頭にはロシア連邦ダゲスタン共和国のカスピ海沿岸で約2500頭が死んだが、内臓からは重金属や農薬は検出されず、原因は不明である。
カスピ海の北西岸を領有するロシア連邦では絶滅危惧種に指定されている。

## 関連画像

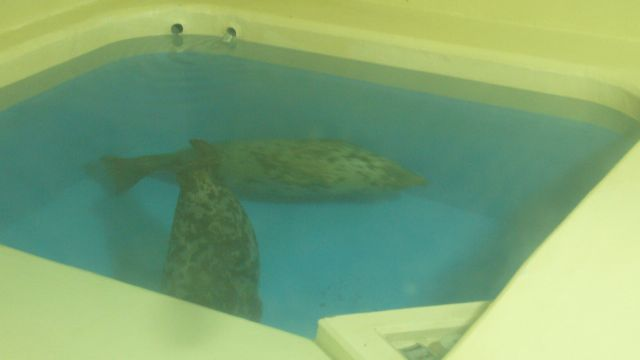
鴨川シーワールドで飼育されている個体